# Carlo Proietti
Carlo Proietti (Subiaco, 10 marzo 1943 – Roma, 11 novembre 2020) è stato un politico italiano.

## Biografia
Esponente del Partito Socialista Italiano, Presidente del Consiglio regionale del Lazio dal 1992 al 1994, è stato Presidente della Giunta regionale del Lazio dal 21 febbraio 1994 al 18 gennaio 1995.